# Baggy Pants and the Nitwits
Charlie Gato & Os Super Velhacos (Baggy Pants and The Nitwits, no original em inglês) é um desenho de animação, criado pelos estúdios DePatie-Freleng Enterprises. Estreou nos EUA em 10 de setembro de 1977.
São dois desenhos diferentes, que passavam junto :
- Charlie Gato: uma sátira em forma de desenho animado ao personagem Carlitos, criado e interpretado pelo grande Charles Chaplin. É a história em preto e branco de um gato e suas confusões. A vestimenta é muito semelhante à de Carlitos, bem como as cenas, cheias de perseguições e quedas.
- Os Super Velhacos: história de um casal de idosos que se transformam em super-heróis.

## Lista de episódios
nomes originais (em inglês)
- Charlie Gato (Baggy Pants)

1. Construction Caper
2. Lost Dog
3. Hobo And Forgetful Freddy
4. The Movie Man
5. Circus Circus
6. The Painter's Helper
7. Electric Girlfriend
8. A Pressing Job
9. A Haunting Experience
10. Horse Laff
11. The Magician's Assistant
12. The Frog
13. Beach Fun

- Os Super Velhacos (The Nitwits)

1. Earthquake McBash
2. The Dynamic Energy Robber
3. Splich Splash
4. The Hopeless Diamond Caper
5. The Evil Father Nature
6. Mercury Mike And His Jet Bike
7. Rustle Hustle
8. False Face Filbert
9. Genie Meanie
10. Chicken Lady
11. Simple Simon And The Mad Pieman
12. The Hole Thing!
13. Ratman!

## Ficha técnica
- Distribuição: United Artists
- Direção: Gerry Chiniquy, Bob McKimson, Sid Marcus, Brad Case, Spencer Peel
- Produção: David H. DePatie e Friz Freleng
- Animação: Jim Davis, Bill Hutten, Nelson Shin, Tony Love, Bob Bransford, Don Williams, Warren Batchelder, John Gibbs, Bob Richardson, Bob Bemiller, Bob Matz, Fred Grable, Norm McCabe,
- Roteirista: Bob Ogle, Dave Detiege, Cliff Roberts, Tony Benedict
- Data de estréia: 10 de setembro de 1977
- Colorido

## Dubladores

### No Brasil[3]
- Os Super Velhacos
  - Tyrone: Orlando Drummond